# Maison Palander (Tampere)
Pour les articles homonymes, voir Maison Palander (Hämeenlinna).
La  maison Palander  (finnois : Palanderin talo) est un bâtiment construit en bordure sud de la place centrale dans le quartier de Nalkala à Tampere en Finlande.

## Histoire

### L'époque Palander
En 1897, le vice-juge Karl Verner Palander achète le terrain à l'adresse actuelle Keskustori 7. 
Il demande à Birger Federley de lui concevoir un bâtiment de style Jugend qui sera bâti par Jonas Andersson,.
La partie orientale de l'édifice est prête en 1901.
Inspiré par l'exposition universelle de 1900, Palander modifie son projet et pour la partie occidentale en cours de construction, il demande de nouveaux plans à Vihtori Heikkilä. 
Federley porte alors plainte pour modification illégale de ses plans.
La partie occidentale bordant la rue Aleksis Kivi sera terminée quatre ans plus tard.
Palander habitera la maison jusqu'à sa mort en 1922, ensuite le bâtiment deviendra la propriété de la banque de Finlande. Il sera modifié en espaces de bureau et la porte d'entrée prendra un style des années 1920.

### Occupation actuelle
De nos jours, les trois étages supérieurs sont occupés par des logements privés.
À l'étage supérieur et du côté de la place centrale il y a un atelier d'artiste qui a accueilli de nombreux artistes dont Hugo Simberg et Kimmo Kaivanto,.
L'atelier est géré par la ville de Tampere.